# Moscow Mathematical Journal
«Moscow Mathematical Journal» — математический научный журнал, с 2001 года издаваемый Независимым Московским университетом. Журнал выходит на английском языке четыре раза в год и распространяется Американским математическим обществом. Журнал входит в список ВАК. На 2015 год его показатель SJR равен 0,76.
Журнал принимает к публикации высококачественные исследовательские статьи по математике со всего мира. Цель журнала состоит в том, чтобы сделать статьи — по крайней мере, формулировку основных результатов и их значение — понятным для широкой математической аудитории, а не для узкого класса специалистов. Своей особенностью журнал провозглашает то, что он поощряет статьи, которые содержат важные результаты и включают подробное введение, показывающее мотивацию исследования и связь полученных результатов с другими работами.
Материалы из этого журнала могут свободно распространяться в образовательных и научных целях при условии, что даётся ссылка на источник.

## Редакция

### Редакторы
- Гусейн-Заде, Сабир Меджидович
- Ильяшенко, Юлий Сергеевич
- Цфасман, Михаил Анатольевич

### Редакционная коллегия
- Аносов, Дмитрий Викторович
- Артёмов, Сергей Николаевич
- Белавин, Александр Абрамович
- Бухштабер, Виктор Матвеевич
- Васильев, Виктор Анатольевич
- Влэдуц, Сергей Георгиевич
- Гинзбург, Виктор Александрович
- Гукенхеймер, Джон
- Картье, Пьер
- Каток, Анатолий Борисович
- Кириллов, Александр Александрович
- Кричевер, Игорь Моисеевич
- Ландо, Сергей Константинович
- Лаффорг, Лоран
- Макферсон, Роберт
- Маргулис, Григорий Александрович
- Надирашвили, Николай Семёнович
- Неретин, Юрий Александрович
- Новиков, Сергей Петрович
- Палис, Жакоб
- Смейл, Стивен
- Сосинский, Алексей Брониславович
- Фейгин, Борис Львович
- Хованский, Аскольд Георгиевич
- Шлосман, Семён Бенсионович